# Karabin maszynowy XM312

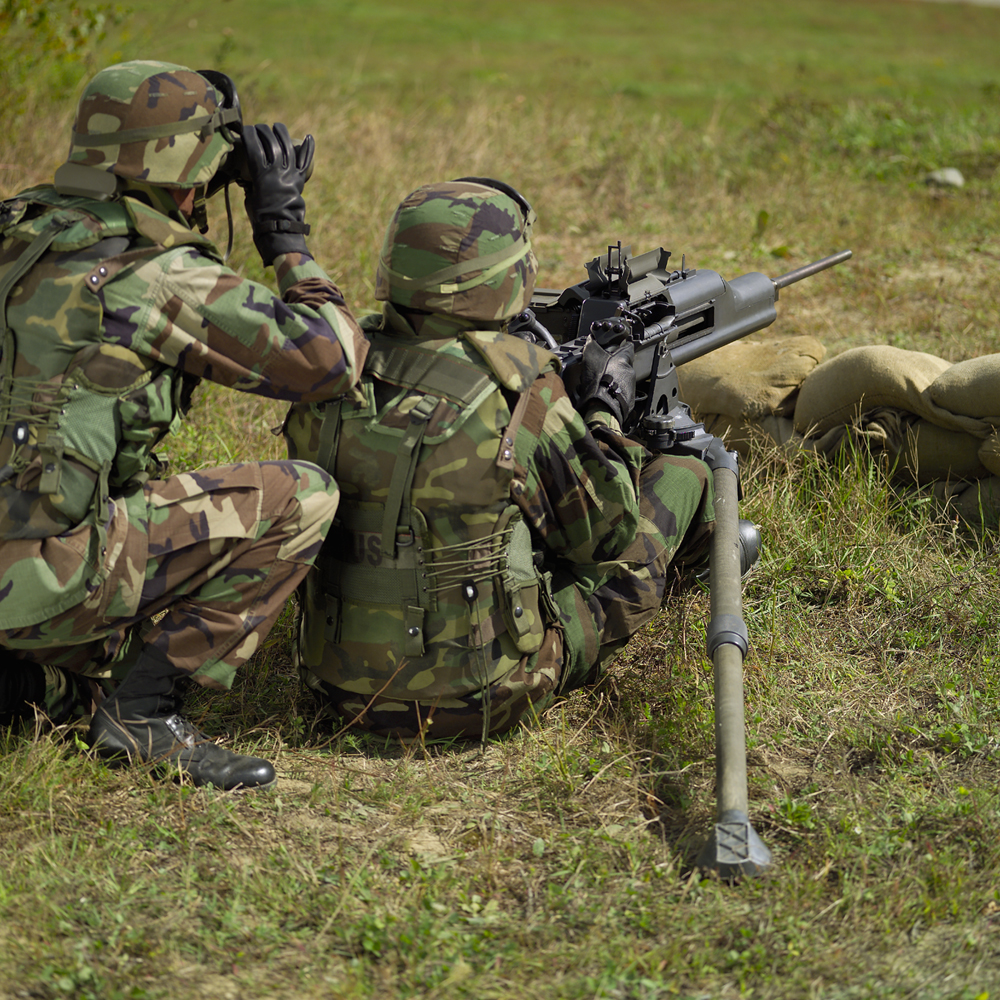
XM312 podczas prób

XM312 – amerykański, prototypowy wielkokalibrowy karabin maszynowy.
XM312 powstał jako konstrukcja doświadczalna w ramach programu granatnika automatycznego XM307. Ciągłe problemy z programowalną amunicją 25 mm sprawiły, że postanowiono zbudować doświadczalny model granatnika zasilany inną amunicją. Miało to pozwolić na przebadanie działania mechanizmów granatnika.
Jako optymalną do zasilania doświadczalnej broni amunicję wybrano nabój .50 BMG (12,7 x 99mm NATO), ponieważ miała ona podobne wymiary i generuje podobny odrzut jak docelowa amunicja 25 mm. Konwersja prototypu XM307 do nowego naboju wymagała wymiany lufy i pięciu innych części.
Badania poligonowe wykazały, że nowa konstrukcja jest bronią znacznie lepszą niż standardowy amerykański wkm M2HB. Masa XM312 na podstawie jest o 38 kg mniejsza niż M2, a rozrzut pocisków jest dziewięciokrotnie mniejszy.
M2HB miał być zastąpiony przez granatnik XM307, ale opóźnienie programu tej broni i czynniki ekonomiczne (nabój 12,7 mm kosztuje ok. 2,5 $, planowana cena jednego naboju 25 mm to ok. 22 $) spowodowały, że podjęto decyzję o rozpoczęciu prób wojskowych wersji kalibru 12,7 mm, która otrzymała nazwę XM312. Jeśli przebiegną one pomyślnie i zostaną uzyskane fundusze na zakup nowego wkm-u, XM312 ma stopniowo zastąpić 25 000 eksploatowanych przez US Armed Forces karabinów maszynowych M2HB. Całkowity koszt tej operacji wyniósłby 400 milionów dolarów.